# Hater (internet)

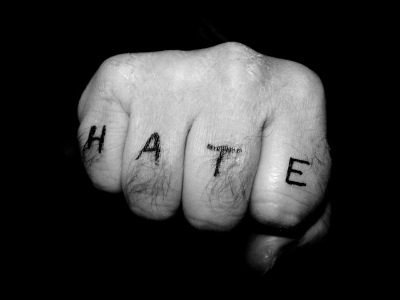
Um hater.

Hater ou, em português, odiador[carece de fontes?] é um termo usado na internet para classificar pessoas que postam comentários de ódio ou crítica sem muito critério. Difere-se de um trol, que tem um comportamento diferente. Qualquer pessoa pode ser vítima das ações de um odiento, contudo; os alvos mais comuns dos odientos são celebridades ou famosos e controversas. As ferramentas utilizadas para os ataques são normalmente os fóruns e as redes sociais. Os comentários que um odiento provavelmente postam podem ser visualizados como um ato de cyberbullying (o bullying virtual) e assédio virtual, por um conteúdo agressivo ou ofensivo.

## Definição e origem
Em 2010, o Oxford Dictionary, definia hater como:
"Pessoa que não gosta de alguém ou algo específico"
Acredita-se que o termo foi usado pela primeira vez na cultura popular por Will Smith na música Gettin ' Jiggy wit It , em 1997, que faz referência a "haters" e implica que essas pessoas são motivadas por inveja. Mais tarde, o girl group 3LW em sua maio de 2001 na sua música de divulgação (ou single) "Playas Gon ' Play" usou a frase "haters gon' hate ", pensa-se ser essa a origem do meme " haters gonna hate"; "odientos vão odiar", em tradução literal.
Na tradução livre para português, o termo significa "odiador" ou "odiento".

## Incidentes
Na sexta-feira de 24 de janeiro de 2014, uma mulher foi presa por doze semanas e um homem durante oito semanas, devido à postagem de mensagens abusivas no site Twitter para a militante feminista Caroline Criado-Pérez. Os dois se declararam culpados de enviar mensagens ofensivas à vítima após ela usar as mídias sociais para fazer campanha sobre a colocação de uma figura feminina no Bank of England.